# Саль (кантон)
Саль (фр. Canton de Saales) — упразднённый кантон на северо-востоке Франции, в регионе Эльзас, департамент Нижний Рейн, округ Мольсем. Площадь кантона Саль составляла 85,83 км², количество коммун в составе кантона — 7, численность населения 3 833 человека (по данным INSEE, 2012), при средней плотности 45 жителей на квадратный километр (км²).

## История
Кантон был создан в 1793 году.
С 1940 по 1945 год территория была оккупирована гитлеровской Германией.
До административной реформы 2015 года в состав кантона входило 7 коммун. По закону от 17 мая 2013 и декрету от 18 февраля 2014 года количество кантонов в департаменте Нижний Рейн уменьшилось с 44 до 23. Новое территориальное деление департаментов на кантоны вступило в силу во время выборов 2015 года. После реформы кантон был упразднён.

## Консулы кантона
| Период    | Консул         | Должность           |
| --------- | -------------- | ------------------- |
| 1945—1955 | Родольф Торман |                     |
| 1955—1967 | Пьер Юмбер     |                     |
| 1967—1971 | Луи Эврар      | Мэр коммуны Плен    |
| 1971—1985 | Рене Клосер    | Мэр коммуны Саль    |
| 1985—2004 | Пьер Грандадам | Мэр коммуны Плен    |
| 2004—2015 | Алис Морель    | Мэр коммуны Бельфос |

## Состав кантона
До марта 2015 года кантон включал в себя 7 коммун:
| Код INSEE | Коммуна         | Французское название  | Почтовый индекс | Площадь, км² | Население (2013) | Плотность, чел/км² |
| --------- | --------------- | --------------------- | --------------- | ------------ | ---------------- | ------------------ |
| 67059     | Бур-Брюш        | Bourg-Bruche          | 67420           | 15,02        | 450              | 30,0               |
| 67076     | Кольруа-ла-Рош  | Colroy-la-Roche       | 67420           | 8,18         | 490              | 59,9               |
| 67377     | Плен            | Plaine                | 67420           | 22,84        | 986              | 43,2               |
| 67384     | Ранрю           | Ranrupt               | 67420           | 14,68        | 349              | 23,8               |
| 67421     | Саль            | Saales                | 67420           | 9,88         | 820              | 83,0               |
| 67424     | Сен-Блез-ла-Рош | Saint-Blaise-la-Roche | 67420           | 2,39         | 241              | 100,8              |
| 67436     | Соксюр          | Saulxures             | 67420           | 12,84        | 516              | 40,2               |

В результате административной реформы в марте 2015 года кантон был упразднён. Коммуны переданы в состав вновь созданного кантона Мюциг (округ Мольсем).